# La Mancelière
La Mancelière és un municipi francès, situat al departament de l'Eure i Loir i a la regió de Centre – Vall del Loira. L'any 2007 tenia 158 habitants.

## Demografia

### Població
El 2007 la població de fet de La Mancelière era de 158 persones. Hi havia 60 famílies, de les quals 8 eren unipersonals (4 homes vivint sols i 4 dones vivint soles), 24 parelles sense fills, 24 parelles amb fills i 4 famílies monoparentals amb fills.
La població ha evolucionat segons el següent gràfic:
Habitants censats

### Habitatges
El 2007 hi havia 97 habitatges, 61 eren l'habitatge principal de la família, 33 eren segones residències i 3 estaven desocupats. Tots els 97 habitatges eren cases. Dels 61 habitatges principals, 53 estaven ocupats pels seus propietaris, 5 estaven llogats i ocupats pels llogaters i 3 estaven cedits a títol gratuït; 2 tenien dues cambres, 9 en tenien tres, 15 en tenien quatre i 35 en tenien cinc o més. 46 habitatges disposaven pel capbaix d'una plaça de pàrquing. A 24 habitatges hi havia un automòbil i a 35 n'hi havia dos o més.

### Piràmide de població
La piràmide de població per edats i sexe el 2009 era:
| Homes | Edats   | Dones |
| ----- | ------- | ----- |
| 0     | 95 o +  | 0     |
| 0     | 90 a 94 | 0     |
| 0     | 85 a 89 | 0     |
| 0     | 80 a 84 | 0     |
| 4     | 75 a 79 | 0     |
| 8     | 70 a 74 | 4     |
| 8     | 65 a 69 | 8     |
| 0     | 60 a 64 | 0     |
| 8     | 55 a 59 | 12    |
| 0     | 50 a 54 | 0     |
| 8     | 45 a 49 | 0     |
| 0     | 40 a 44 | 0     |
| 12    | 35 a 39 | 12    |
| 0     | 30 a 34 | 8     |
| 4     | 25 a 29 | 4     |
| 4     | 20 a 24 | 0     |
| 0     | 15 a 19 | 4     |
| 8     | 10 a 14 | 8     |
| 4     | 5 a 9   | 8     |
| 0     | 0 a 4   | 8     |

## Economia
El 2007 la població en edat de treballar era de 96 persones, 71 eren actives i 25 eren inactives. De les 71 persones actives 67 estaven ocupades (40 homes i 27 dones) i 4 estaven aturades (2 homes i 2 dones). De les 25 persones inactives 8 estaven jubilades, 8 estaven estudiant i 9 estaven classificades com a «altres inactius».

### Ingressos
El 2009 a La Mancelière hi havia 65 unitats fiscals que integraven 177 persones, la mediana anual d'ingressos fiscals per persona era de 17.221 €.

### Activitats econòmiques
Dels 3 establiments que hi havia el 2007, 1 era d'una empresa de fabricació d'altres productes industrials, 1 d'una empresa de construcció i 1 d'una empresa de comerç i reparació d'automòbils.
L'únic servei als particulars que hi havia el 2009 era una lampisteria.
L'únic establiment comercial que hi havia el 2009 era una adrogueria.
L'any 2000 a La Mancelière hi havia 5 explotacions agrícoles.

## Poblacions més properes
El següent diagrama mostra les poblacions més properes.